# Jaguar R1
O Jaguar R1 foi o modelo da Jaguar Racing da temporada de 2000 da Formula 1. Condutores: Eddie Irvine, Johnny Herbert e Luciano Burti. 
Este foi o primeiro modelo da equipe, apos ser comprada pela Ford na temporada de 1999, de Jackie Stewart, sendo que os patrocinadores eram os mesmos da Stewart.

## Resultados[1]
(legenda) 
| Ano  | Chassi | Motor             | Pneus | N° | Pilotos        | 1   | 2   | 3   | 4   | 5   | 6   | 7   | 8   | 9   | 10  | 11  | 12  | 13  | 14  | 15  | 16  | 17  | Pontos | Posição |  |
| ---- | ------ | ----------------- | ----- | -- | -------------- | --- | --- | --- | --- | --- | --- | --- | --- | --- | --- | --- | --- | --- | --- | --- | --- | --- | ------ | ------- |  |
|      |        |                   |       |    |                |     |     |     |     |     |     |     |     |     |     |     |     |     |     |     |     |     |        |         |  |
|      |        |                   |       |    |                | AUS | BRA | SMR | GBR | ESP | EUR | MON | CAN | FRA | AUT | GER | HUN | BEL | ITA | USA | JPN | MYS |        |         |  |
| 2000 | R1     | Cosworth CR-2 V10 | B     | 7  | Eddie Irvine   | Ret | Ret | 7   | 13  | 11  | Ret | 4   | 13  | 13  | WD  | 10  | 8   | 10  | Ret | 7   | 8   | 6   | 4      | 9º      |  |
| 2000 | R1     | Cosworth CR-2 V10 | B     | 7  | Luciano Burti  |     |     |     |     |     |     |     |     |     | 11  |     |     |     |     |     |     |     | 4      | 9º      |  |
| 2000 | R1     | Cosworth CR-2 V10 | B     | 8  | Johnny Herbert | Ret | Ret | 10  | 12  | 13  | 11† | 9   | Ret | Ret | 7   | Ret | Ret | 8   | Ret | 11  | 7   | Ret | 4      | 9º      |  |

† Completou mais de 90% da distância da corrida.